# Lamine Ben Aziza
Pour l’article homonyme, voir Aziza.
Lamine Ben Aziza, né le 7 octobre 1952 à Grombalia, est un footballeur international tunisien.
Ayant rejoint très jeune les rangs de Grombalia Sports, en compagnie de son frère Raouf Ben Aziza, il réussit à mener son équipe cadette en finale de la coupe de Tunisie des cadets en 1970. Ceci attire l'attention de l'Étoile sportive du Sahel qui le recrute ainsi que son frère.
Il rejoint les rangs de l'équipe de Tunisie et fait partie de l'effectif retenu pour la 1978.

## Sélections
Il compte onze sélections, du 30 septembre 1976 contre l'Arabie saoudite au 19 décembre 1978 contre la Syrie.

## Palmarès
- Championnat maghrébin des clubs : 1974
- Coupe de Tunisie : 1974, 1975
- Championnat de Tunisie junior : 1971